# Stéphane Dumont
Stéphane Dumont (Seclin, 6 september 1982) is een Franse oud-voetballer (middenvelder) die van 2011 tot 15 juli 2013 voor de Franse tweedeklasser AS Monaco speelde. Voordien speelde hij voor Lille OSC.
Met Lille werd hij in 2011 landskampioen en toen wonnen ze ook de Coupe de France. Dumont is tegenwoordig een voetbaltrainer. Hij begon zijn trainerscarrière als assistent-trainer bij Stade Reims, waarna hij jeugdtrainer bij Lille OSC O19 werd.
Van 2015 tot 2017 werkte Dumont als assistent-manager voor Lille, zijn voormalige club. Hij vervulde dezelfde rol bij Reims van 2017 tot 2021. Op 27 mei 2021 werd hij aangesteld als hoofdtrainer van de Ligue 2-club EA Guingamp voor een contract van twee jaar met een optie voor een derde jaar in geval van promotie naar Ligue 1. Ondanks dat Guingamp niet promoveerde mocht hij aanblijven, waarna hij aan het einde van seizoen 2023/24 afscheid nam.